# Maruša Majer
Pour les articles homonymes, voir Majer.
Maruša Majer, née en 1985 à Maribor (Yougoslavie, actuellement en Slovénie), est une actrice slovène.

## Biographie
En 2015, elle fut diplômée de l'Académie de théâtre, de radio, de cinéma et de télévision de Ljubljana.

## Filmographie

### Au cinéma
- 2010 : Smehljaji : Barbara
- 2011 : The Wind Inside Me : Ana
- 2012 : Pobeg : Anja
- 2014 : Driving School (Avtosola) : Lija
- 2015 : Sosolki : Sonja
- 2017 : Ivan : Mara
- 2017 : The Final Day of Rudolf Nietsche
- 2018 : Ederlezi Rising : Social Engineer

## Récompenses et distinctions
- 2017 : Berlinale : Shooting Star